# Polygala multifurcata
Polygala multifurcata är en jungfrulinsväxtart som beskrevs av Gottfried Wilhelm Johannes Mildbraed. Polygala multifurcata ingår i släktet jungfrulinssläktet, och familjen jungfrulinsväxter. Inga underarter finns listade i Catalogue of Life.